# Rubival Cabral Britto
Rubival Cabral Britto, O.F.M.Cap. (Jaguaquara, 21 de julho de 1969) é um frade capuchinho e bispo católico brasileiro.

## Biografia
Dom Rubival nasceu na cidade de Jaguaquara, no dia 21 de julho de 1969, filho de Rubens Alves Brito e Maria de Lourdes Cabral Brito. Desde jovem ele demonstrava interesse pelas coisas de Deus, e em sua Paróquia, Nossa Senhora do Perpétuo Socorro, em Jequié, atuou na vida pastoral da igreja, participando de grupos como o Apostolado da Oração, JUEC, Pastoral da Criança e atuando como coroinha.
No ano de 1987 Dom Rubival participou de um Encontro Vocacional da Diocese de Jequié, onde percebeu sua vocação ao sacerdócio. Em 1989, ao conhecer os Frades Capuchinhos na cidade de Jaguaquara, sentiu-se convidado a ingressar na Ordem, o que efetivamente fez no ano seguinte na cidade de Alagoinhas; fez então o noviciado em Esplanada no de 1992, onde emitiu os primeiros votos de castidade, pobreza e obediências pelas mãos de Frei Carlos Inácio de Souza, o então Ministro Provincial.
Cursou Filosofia no Instituto de Teologia de Ilhéus, mesmo período em que se dedicou também à pastoral vocacional, ajudando os jovens a discernirem sua vocação. Estudou Teologia na Universidade Católica do Salvador, época que prestou serviços pastorais à comunidade de Valéria, na capital baiana.
Foi ordenado sacerdote no dia 17 de dezembro 2000, tornando-se frade menor capuchinho da Província Nossa Senhora da Piedade da Bahia e Sergipe, na qual exerceu diversos serviços tais como Promotor Vocacional Provincial, Secretário Provincial, Ecônomo e Formador, Administrador Paroquial, Definidor Provincial para as Missões, Mestre de Noviços, sendo eleito o Ministro Provincial por dois mandatos consecutivos, entre 2007 e 2013. Ele também participou de uma missão em Benim, na África.
Em dezembro de 2014 foi convidado a dirigir o Colégio Paulo VI, em Vitória da Conquista, e enquanto dirigia o colégio fez o doutorado em Ciências da Educação, através do Instituto Internacional de Educação na Faculdade de Humanidades e Artes da Universidade Federal de Rosário, na Argentina.
Em 2019 ele completou 50 anos e, em sua celebração, foi lançado o livro "Peregrinando nas vias da misericórdia... Jubileu de ouro", organizado por amigos, contando sua história, possuindo fotos e contendo depoimentos de amigos e pessoas que ele marcou por onde passou em sua jornada.
Ainda em 2019, na condição de bispo da Diocese de Grajaú, que é localizada em área de Amazônia Legal, foi bispo sinodal, participando, no Vaticano, do Sínodo dos Bispos para a região Pan-Amazônica.

## Episcopado
Ainda diretor do Paulo VI, foi nomeado bispo da Diocese de Grajaú, no Maranhão, no dia 07 de dezembro de 2016 pelo Papa Francisco.
Sua ordenação episcopal ocorreu em Vitória da Conquista, no dia 11 de fevereiro de 2017, no Ginásio de Esportes Raul Ferraz, tendo Dom Luís Gonzaga Silva Pepeu como bispo ordenante principal, Dom Walmor e Dom José Ruy como bispos co-ordenantes e Dom Delson tendo celebrado sua missa de profissão de fé e juramento.
No dia 25 de março ele foi empossado bispo de Grajaú.
Em 13 de março de 2024, foi transferido para a Diocese de Bom Jesus da Lapa.